# Edis (Sänger)

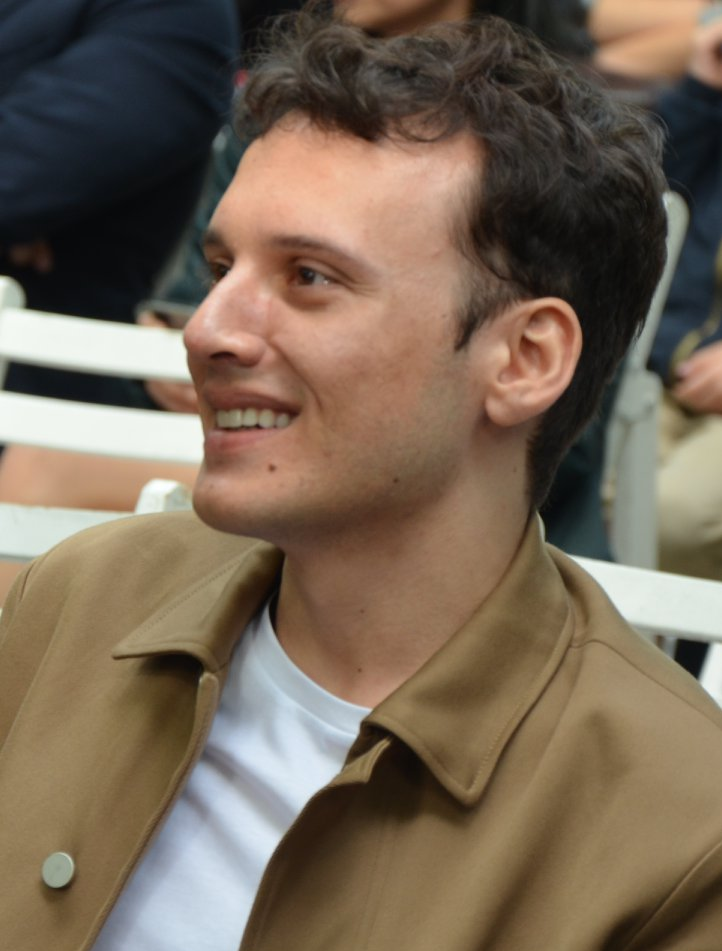
Edis (2018)

Edis Görgülü (* 28. November 1990 in London), auch bekannt unter seinem Künstlernamen Edis, ist ein türkischer Musiker. Seit Mitte der 2010er Jahre hat er sich zu einem erfolgreichen Pop-Sänger entwickelt.

## Karriere
Seine Musikkarriere begann im Jahr 2014 mit der Single Benim Ol. Sein Debütalbum Ân wurde vier Jahre später veröffentlicht. Das zweite Album Bachi-Bouzouk erschien im Jahr 2025.
In seiner bisherigen Musiklaufbahn machte er mit zahlreichen Hits wie Benim Ol, Dudak, Çok Çok, Yalan, Güzelliğine, Martılar oder Arıyorum auf sich aufmerksam.

## Diskografie
Alben
- 2018: Ân
- 2025: Bachi-Bouzouk

Singles
| - 2014: Benim Ol - 2014: Birden (mit Pit10 & Da Poet) - 2015: Olmamış Mı? - 2016: Vay - 2016: Dudak - 2017: Çok Çok - 2018: Roman - 2018: Yalan - 2018: Buz Kırağı - 2018: Güzelliğine (mit Emina) - 2018: Ân - 2019: Bana Ne - 2019: Paha Biçilemez Bir Şey Başlat - 2019: Efsane Sensin - 2020: Perişanım - 2020: Nirvana (mit Gülşen) - 2021: Martılar | - 2021: Kâinat (mit Anıl Piyancı & Ekin Beril) - 2021: Arıyorum - 2022: Bana Bir Masal Anlat Baba - 2022: Yalancı - 2023: Bana Mi? - 2023: Sor (mit Gülşen; Original: Son de Sol – Brujería) - 2023: Ayyaş (mit Baran Mengüç) - 2024: Azar Azar - 2024: Mayhoş - 2025: Küçük Sevgilim (mit Aleyna Tilki) - 2025: Fikrimin İnce Gülü (mit Aleyna Tilki) - 2025: Yaktın Beni (mit Acid Arab) - 2025: Bir Yol - 2025: Yatakta Kardiyo (mit Zeynep Bastık) - 2025: Sakin Ol - 2025: Çek Tetiği |

### Gastauftritte
- 2018: Ne Diyorsan (von Aybüke Albere – im Musikvideo)

### Songwriting
- 2023: Yakışıklı (von Simge & Köfn)

## Filmografie
- 2011–12: Dinle Sevgili
- 2012: Hayatımın Rolü
- 2020: Menajerimi Ara
- 2024: Kimler Geldi Kimler Geçti

## Auszeichnungen
- 2015: Kral Türkiye Müzik Award in der Kategorie Bester Newcomer
- 2015: Altın Kelebek Award in der Kategorie Bester Newcomer
- 2018: Altın Kelebek Award in der Kategorie Bester Pop-Sänger
- 2021: Altın Kelebek Award in der Kategorie Song des Jahres (für Martılar)
- 2021: Altın Kelebek Award in der Kategorie Bester Sänger
- 2022: Altın Kelebek Award in der Kategorie Bester Sänger
- 2023: Altın Kelebek Award in der Kategorie Bester Sänger